# 1998年武汉公交爆炸案
武汉公交爆炸案发生于1998年2月14日上午10时8分，一辆行驶于武汉长江大桥上的一路专线电车（无轨电车，车牌号：鄂A63538，自编号：267-368）突然发生爆炸，事故造成16人死亡，22人受伤（另一种说法是30人）。冲击波殃及四辆汽车以及行人。经过侦查案件告破案件凶手为邹昌力和曹军。两人在爆炸案中死亡。

## 经过
1998年2月14日，一辆从三民路行驶到梨园方向的电车在武汉长江大桥上发生爆炸，导致16人死亡，22人受伤 （另一种说法是30人）。现场碎尸遍布大桥，现场围观目击者说公交车被烧成了黑乎乎的架子，车架子旁边，全是惨叫嚎哭的幸存者、血和残缺的肢体，以及内脏和肠子。另一个从汉正街购物回来的老人说他看见出事公交车的车门上，一直往外流血，俩人被炸飞，掉到大桥下的京广铁路上，已经完全变形，还有一条大腿被炸飞，掉到了出租车的棚顶。

## 侦破
案发后武汉公安出动1500余人抢救伤员、疏导交通、侦查现场。警方的100人的现场搜索小组在事故现场找到尸体残肢、尸体碎块214块。警方认为离爆炸物最近的两人疑点最大，且发布认尸体公告后两人尸体无人认领，警方通过两名无人认领尸体身上的身份信息上的“汤喜林”、“齐杏献”找到其居住旅馆并在房间内找到导火索，但在案件侦查后期发现这身份证上的两人并没有在爆炸中死亡，这两人身份证丢失。后查明嫌疑人一为邹昌力，一为自称“曹军”之身份不明人士。两人在打工时候认识，发展为莫逆之交，甚至同性恋人，悲观厌世，相约在情人节殉情。